# 中国人民解放军北京市军事管制委员会
中国人民解放军北京市军事管制委员会，简称北京市军管会，源于1948年12月开始组建的中国人民解放军北平市军事管制委员会。该机构是北平市（北京市）在中华人民共和国建国前后，即军事管制期间的最高权力机关。统一管理军政和民事事宜，领导北平（北京）市人民政府。依照饶漱石对军管会性质的一般解释，“军管会对外是最高权力机关，对内就是市委”。
北京市（北平市）军管会辖区东至通州，西至门头沟，南至黄村，西南至长辛店，北至沙河。划分为32个行政区，其中城区12个、郊区20个。今北京市档案馆保存有完整的军管会档案。

## 历史沿革

### 北平市军管会时期
1948年底，平津战役期间，中国共产党开始接管北平市的准备工作。中共中央和华北局决定组建北平的党、政、军领导机构。12月13日，中央军委任命聂荣臻为平津区卫戍司令，薄一波为政治委员。中共中央任命彭真为中共北平市委书记，叶剑英为中共北平市委第一副书记，同时兼任北平市军管会主任及北平市市长。17日，中共北平市委在保定市召开第一次会议，讨论北平市军管会的组织机构、人选、几项具体任务、入城工作人员纪律等问题。当晚，市委从保定启程，于18日凌晨抵达涿县。19日，叶剑英作动员报告。24日，叶剑英作《关于军事管制委员会的任务、组织机构及我们如何工作》的报告，宣告接管北平郊区的工作已经开始，并为日后接管北平城区准备:4－5。
1949年1月1日，北平市军管会奉中国人民解放军总部电令，发表叶剑英签署的第一号布告，宣告隶属于中国人民解放军平津前线司令部的北平市军管会正式成立。同日，华北人民政府下属的北平市人民政府宣告成立，叶剑英为市长，徐冰为副市长:5。
1月22日，华北剿匪总司令部总司令傅作义与中国共产党方面达成《关于和平解决北平问题的协议》:5。根据协议，双方将派员成立联合办事机构，处理有关军政事宜，以及北平行政机构和所有中央地方在北平机构的处置事宜。25日，河北省政府主席楚溪春签署河北省政府府财四（38）特第371号训令。训令根据《关于和平解决北平问题的协议》第六条，要求“本府及所属机构[……]听候联合办事机构处理”:22－23。29日（大年初一），在颐和园景福阁，叶剑英、徐冰、陶铸、戎子和等同代表傅作义的华北剿副总司令郭纵汾、副秘书长焦实斋、原谈判代表周北峰举行会议。会议决议，此次会议为联合办事机构的成立会议。联合机构设立于东交民巷旧日本大使馆内（今正义路二号）。31日，解放军接管北平城防，宣告北平和平解放:6。
2月1日，北平联合办事处在颐和园景福阁继续举行第二次会议，确定办事处组织机构名称、分工和领导人员。同日，新华社对外宣布北平联合办事处正式成立，地址在东交民巷御河桥二号，叶剑英为主任，郭纵汾为副主任。北平各机关交接事宜，均由联合办事处发给正式函件，并持北平市军管会接收人员证明文件进行:5－6。北平市军管会亦顺利接管河北省政府:23。
8月，北平市军管会与人民政府召开北平市第一届各界人民代表会议。会议听取军管会及市政府关于施政方针、政策、计划及工作情况报告。中共领导人毛泽东指出：“一俟条件成熟，现在方式的各界人民代表会议即可执行人民代表大会的职权，成为全市的最高权力机关，选举市政府。依北平的情况来说，大约几个月后就可以这样做了。这样做的利益很多，希望代表们加紧准备。”9月8日，聂荣臻继任北平市军管会主任、市长。

### 北京市军管会时期
1949年9月27日，北平市改名北京市。10月1日，中华人民共和国建国。政务院批准《关于筹备北京市第二届各界人民代表会议的报告》。11月20日至22日，北京市各界人民代表会议在中山公园中山堂召开第二届各界人民代表会议第一次会议，会议通过北京市各界人民代表会议组织条例，宣布代行市人民代表大会职权，成为法律意义上的北京市最高权力机关。亦产生第一届北京市人民政府。
1950年1月6日，北京市军管会决定征收东交民巷内的美、法、荷等国所置兵营。1月中旬，完成对法、荷、美国兵营的征收。4月，完成对英国兵营的征收。
北京市军管会结束时间不详。1953年，全国范围内结束了军管会制度。

## 机构设置
除效仿沈阳市军管会的设置外，北平市军管会增设物资、文化两个接管委员会，下辖各局、部、处等机构。
作者李格归纳的主要机构有：
1. ）警备司令部负责肃清一切反革命武装、散兵游勇，执行军纪、军法及戒严、解严等事项，有效地组织防空。
2. ）市政府负责市区内民政、公安、司法、交通、卫生、消防等一切市政设施建设，管理市区内的工农商学各业，管理财务、贸易、金融及有关外国侨民诸事项，设立民政局、财政局、教育局、卫生局、公安局、公用局、工务局、工商局、外侨管理处、贸易公司、人民法院、银行等。
3. ）物资接管委员会负责接收并处理敌伪产业及公共物资财产；没收官僚资本，代管属于国家的企业，以待将来移交中央人民政府，凡属于本市企业，协同本市有关部门接收后，分别移交各主管机关管理；动员、组织一切力量，沟通城乡经济关系；接管不属于市范围的军事、政治机关与设备。委员会下设财经部、交通部、卫生部、军政部、房屋地产部。
4. ）文化接管委员会负责接管一切属于国家的公共文化教育机关及一切文物古迹；属于本市者由本政府教育局接管，设教育部、文艺部、文物部、新闻出版部。
5. ）在秘书长领导下设秘书处、供给部、行政处，负责处理军管会对内外一切有关日常工作及联络供给事项。
6. ）北平纠察总队负责全市纠察工作。1948年12月26日华北步兵学校改为“平津卫戍司令部纠察总队”，总队长兼政委张明河，参谋长李青川，政治部主任张廼更，参谋处辖作战科、侦察科、警备科、管理科，政治部辖组织科、宣传科（后增设教育科、宣传队）、保卫科、军法处，办公室，供给处，卫生处，第一大队（大队长吕展，1949年8月天津纠察总队宣传科长骆骥调任副政委），第二大队（朱遵斌），直属大队（翟家骏），北平纠察总队向驻良乡的北平军管会报道，驻扎在良乡县东关外燎石岗警戒；燎石岗高地西邻平汉铁路的良乡站和平石公路，与良乡城相望，形成掎角之势，高地上有一座昊天塔，瞭望监控良乡城和铁路、公路。乘火车进城后换上了丰台军需仓库缴获的细布军服，戴“中国人民解放军”长方形白布胸章，臂章是“平津卫戍区”，白色圆型瓷质领章上左右各有“纠”、“察”二个蓝字。1949年8月天津纠察总队完成任务，奉命撤销；天津纠察总队第三大队调到北平，编入北平纠察总队

公安局：
- 北平市委常委、市公安局局长谭政文
- 市公安局秘书长刘尽中
- 市局党委委员：谭政文、刘尽中、刘涌、冯基平、赵苍壁、张廷桢、曲日新
- 秘书处处长（一处）刘涌
- 侦讯处处长（二处）冯基平
- 治安处处长（三处）赵苍壁、副处长武创辰、贺生高
- 行政处处长（四处）曲日新
- 公安大队大队长张廷桢
- 刘坚夫为内一分局局长；
- 狄飞为内二分局局长；
- 于苇为内三分局局长；
- 张杰为内四分局局长；
- 汤光礼为内五分局局长
- 苗捷夫为内六分局局长；
- 李超为内七分局局长；
- 邢相生为外一分局局长；
- 李成为外二分局局长；
- 慕丰韵为外三分局局长；
- 惠锡礼为外四分局局长；
- 何明为外五分局局长；
- 贺生高为郊一分局局长；
- 任成玉为郊二分局局长；
- 谭兆屏为郊三分局局长；
- 徐欣三为郊四分局局长；
- 徐守身为郊五分局局长；
- 张锋为郊六分局局长；
- 朱文刚为郊七分局局长；
- 白玉山为郊八分局局长。